# Christian Petzold (compositeur)
Pour les articles homonymes, voir Christian Petzold.

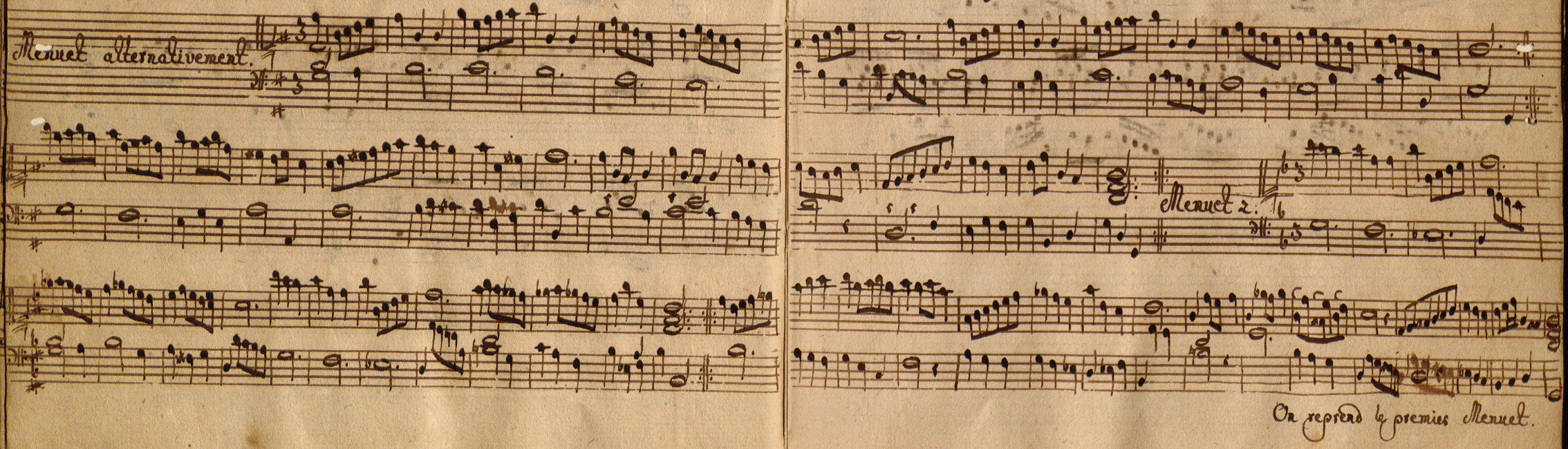
Menuets de la suite pour clavier de Christian Petzold en sol majeur (BWV Anh. 114 & 115), tels qu'enregistrés par Johann Benjamin Tzschirich.

Christian Petzold (ou Pezold), né en 1677 à Weißig, Königstein et décédé en mai-juin ou le 2 juillet 1733 à Dresde, est un compositeur, claveciniste et organiste allemand.